# Cornwall (Vermont)
Cornwall és una població dels Estats Units a l'estat de Vermont. Segons el cens del 2000 tenia 1.136 habitants.

## Demografia
Segons el cens del 2000, Cornwall tenia 1.136 habitants, 427 habitatges, i 322 famílies. La densitat de població era de 15,3 habitants per km².
Dels 427 habitatges en un 34% hi vivien nens de menys de 18 anys, en un 65,6% hi vivien parelles casades, en un 6,6% dones solteres, i en un 24,4% no eren unitats familiars. En el 18,3% dels habitatges hi vivien persones soles el 7,7% de les quals corresponia a persones de 65 anys o més que vivien soles. El nombre mitjà de persones vivint en cada habitatge era de 2,66 i el nombre mitjà de persones que vivien en cada família era de 3,03.
Per edats la població es repartia de la següent manera: un 25,6% tenia menys de 18 anys, un 7,8% entre 18 i 24, un 23,1% entre 25 i 44, un 30,7% de 45 a 60 i un 12,8% 65 anys o més.
L'edat mediana era de 41 anys. Per cada 100 dones de 18 o més anys hi havia 95,2 homes.
La renda mediana per habitatge era de 52.692 $ i la renda mediana per família de 59.792 $. Els homes tenien una renda mediana de 36.563 $ mentre que les dones 23.913 $. La renda per capita de la població era de 26.902 $. Entorn del 3,4% de les famílies i el 5,6% de la població estaven per davall del llindar de pobresa.